# 张纪峰
张纪峰（1963年9月—），男，山东平邑人，中国系统科学家，现任中国科学院系统科学研究所所长。中国自动化学会会士、中国工业与应用数学学会会士、国际自动控制联合会会士。主要从事系统建模与辨识、随机系统、适应控制、多个体系统、有限信息系统。

## 生平
张纪峰1985年本科毕业于山东大学数学系控制论专业，1991年博士毕业于中国科学院系统科学研究所。1991年至1992年，他在加拿大麦吉尔大学电机系从事博士后研究。此后，张纪峰历任中国科学院系统科学研究所助理研究员、副研究员、研究员，系统控制重点实验室副主任、主任，副所长、所长等职。2014年，他当选美国电气电子工程师学会会士。2016年当选国际自动控制联合会会士。2018年当选欧洲科学与艺术院院士。

## 出版物
- 张强; 张纪峰. . 科学出版社. 2015. ISBN 9787030443595.